# Andrzej Kaźmierczak (ur. 1961)
Andrzej Zbigniew Kaźmierczak (ur. 13 marca 1961 w Rzeszowie) – polski polityk, technik budownictwa, działacz społeczny, poseł na Sejm II kadencji.

## Życiorys
W 1982 ukończył Technikum Budowlane w Rzeszowie. Od 1982 do 1987 był pracownikiem administracyjnym Wytwórni Sprzętu Komunikacyjnego. W 1987 został zatrudniony w Miejskim Zarządzie Budynków Mieszkalnych w Rzeszowie. Był komendantem głównym Rady Związku Strzeleckiego „Strzelec”.
W latach 80. wstąpił do NSZZ „Solidarność”. Zasiadał w radzie regionu tej organizacji. Przewodniczył następnie regionalnej sekcji pracowników gospodarki komunalnej i mieszkaniowej związku. Wstąpił do Konfederacji Polski Niepodległej, z ramienia której bez powodzenia kandydował do Sejmu w wyborach parlamentarnych w 1991, a w latach 1993–1997 sprawował mandat posła II kadencji. Zasiadał w Komisji Obrony Narodowej oraz w Komisji Młodzieży, Kultury Fizycznej i Sportu. W wyborach parlamentarnych w 1997 bez powodzenia ubiegał się o reelekcję z listy Akcji Wyborczej Solidarność (otrzymał 5144 głosy). Przewodniczył strukturom wojewódzkim KPN oraz zasiadał w radzie politycznej tej partii. Później był związany z KPN-OP (pełnił funkcję szefa partii w Rzeszowie). W wyborach samorządowych w 1998 bezskutecznie ubiegał się o mandat radnego Rzeszowa z listy koalicji Ruch Patriotyczny Ojczyzna.
W grudniu 2000 objął funkcję przewodniczącego podkarpackiego oddziału Związków Piłsudczyków. W 2002 bezskutecznie kandydował do rady miasta Rzeszowa z listy Rzeszowskiego Porozumienia Prawicy, a w 2006 z listy Samoobrony RP. W wyborach samorządowych w 2010 bez powodzenia kandydował na radnego Rzeszowa z listy Prawa i Sprawiedliwości.